# 王坦之

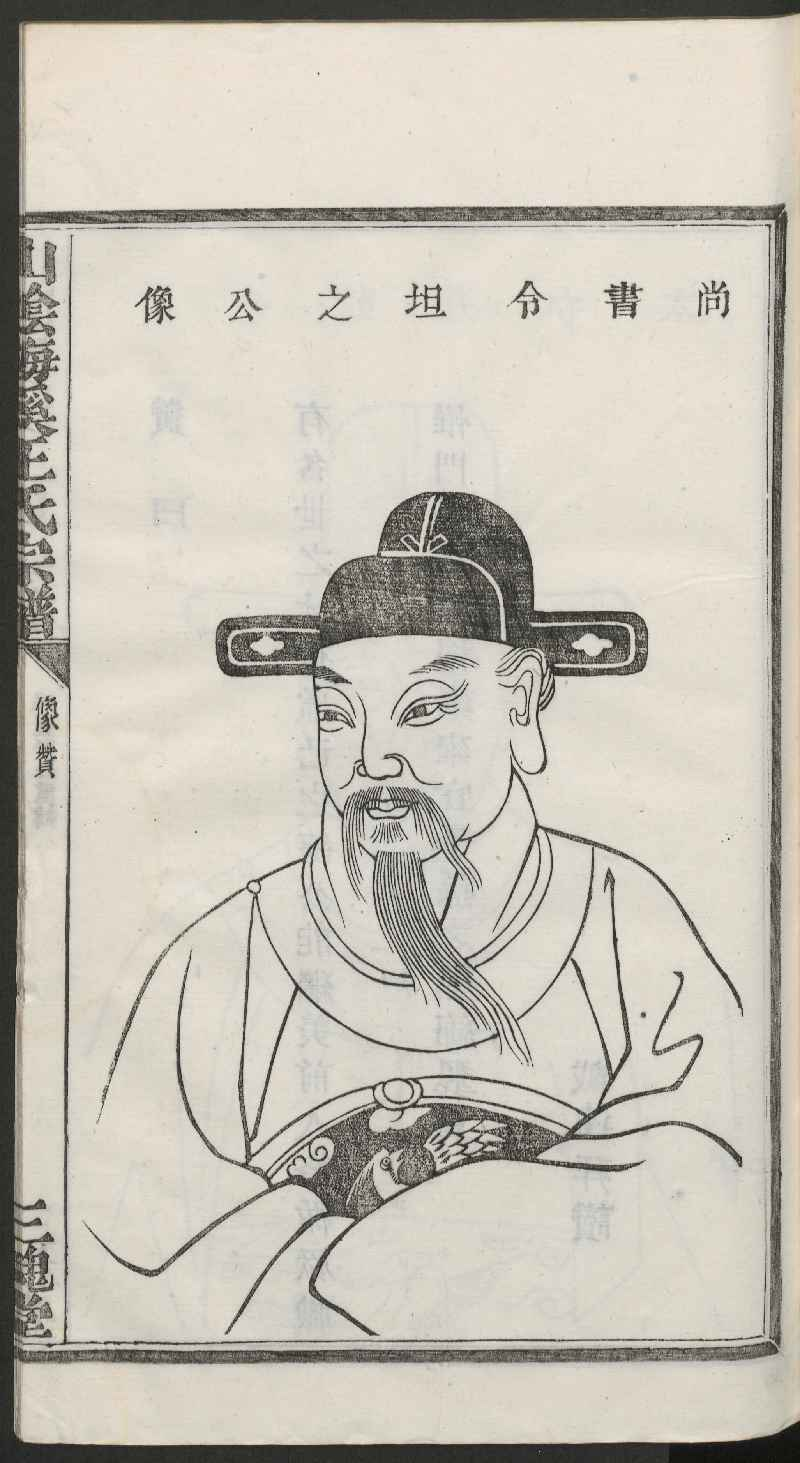
王坦之

王坦之（おう たんし、咸和5年（330年）- 寧康3年5月2日（375年6月16日））は、中国の東晋の官僚・政治家。字は文度。本貫は太原郡晋陽県。

## 経歴
王述の子として生まれた。会稽王司馬昱が撫軍将軍となると、坦之は召し出されて掾となった。参軍や従事中郎に累進し、そのまま司馬となり、散騎常侍の位を加えられた。後に大司馬桓温の下で長史をつとめた。太和3年（368年）、父が死去すると、坦之は辞職して喪に服した。喪が明けると、召還されて侍中に任じられ、父の藍田侯の爵位を嗣いだ。太和6年（371年）、桓温により廃帝が廃位されると、坦之は左衛将軍を兼ねた。後に本州大中正を兼ねた。
咸安2年（372年）、病床にあった簡文帝（司馬昱）は、劉備の遺言の故事にならって、没後の政権を桓温に委ねる遺詔を作らせた。坦之がその詔書を簡文帝の前で破り捨て、「天下は宣帝・元帝の天下であり、陛下がご勝手になさる事はできません」と言って諫めた。そこで簡文帝は遺詔の内容を改めることとした。
寧康元年（373年）、桓温が死去すると、坦之は謝安とともに孝武帝を輔弼し、中書令となり、丹陽尹を兼ねた。寧康2年（374年）2月、都督徐兗青三州諸軍事・北中郎将・徐兗二州刺史に任じられ、広陵に駐屯することとなった。坦之は赴任にあたり、幼年の孝武帝に対して太后李陵容の教えをよく聞き、謝安や桓沖を社稷の臣として信任するよう上表した。
寧康3年5月丙午（375年6月16日）、死去した。享年は46。安北将軍の官を追贈された。諡は献といった。

## 逸話・人物
- 王坦之は弱冠にして郗超と共に名を知られるようになり、「盛徳に絶倫なるは郗嘉賓、江東に独歩たるは王文度」と言われて併称された。
- 尚書僕射の江虨が官吏の選抜の任をつとめたとき、王坦之は尚書郎の候補者に擬せられた。坦之がこのことを聞くと、「南渡以来、尚書郎は二流の人間（第二人）が任用されることとなっている。どうして（私のような人間を）尚書郎に充てることができようか」と言った。江虨はそこで取りやめた。
- 王坦之は刑名学を尊び、「廃荘論」を著して、当時の老荘思想にもとづいた議論を放蕩なものとみなして批判した。
- 孔厳が「通葛論」を著すと、王坦之は手紙を出してこれを賛美した。
- 王坦之は僧の支遁と仲が悪く、支遁のことを詭弁家と決めつけ、「沙門は高士たるを得ず」という文章を著した。
- 王坦之は僧の竺法潜とつき合いが深く、ともに幽明報応のことを論じ合った。

## 子女
- 王愷
- 王愉
- 王国宝
- 王忱

## 伝記資料
- 『晋書』巻75 列伝第45